# Alpiner Skieuropacup 1987/88
Gesamt- und Disziplinenwertungen der Saison 1987/1988 des Alpinen Skieuropacups.

## Europacupwertungen

### Gesamtwertung
| Rang | Name                | Land           | Punkte |
| ---- | ------------------- | -------------- | ------ |
| 1    | Konrad Walk         | Österreich     | 120    |
| 2    | Tomaž Čižman        | Jugoslawien    | 119    |
| 3    | Walter Gugele       | Österreich     | 107    |
| 4    | Josef Schick        | BR Deutschland | 106    |
| 5    | Roberto Spampatti   | Italien        | 103    |
| 6    | Urs Kälin           | Schweiz        | 097    |
| 6    | Christian Orlainsky | Österreich     | 097    |
| 8    | Richard Kröll       | Österreich     | 091    |
| 9    | Marco Tonazzi       | Italien        | 089    |
| 9    | Patrick Staub       | Schweiz        | 089    |

| Rang | Name                | Land           | Punkte |
| ---- | ------------------- | -------------- | ------ |
| 1    | Petra Bernet        | Schweiz        | 142    |
| 2    | Sandra Burn         | Schweiz        | 128    |
| 3    | Camilla Lundbäck    | Schweden       | 105    |
| 4    | Elfi Eder           | Österreich     | 090    |
| 5    | Anette Gersch       | BR Deutschland | 085    |
| 6    | Tanja Steinebrunner | Schweiz        | 083    |
| 6    | Barbara Sadleder    | Österreich     | 083    |
| 8    | Inger Köhler        | Schweden       | 082    |
| 9    | Miriam Vogt         | BR Deutschland | 080    |
| 9    | Florence Masnada    | Frankreich     | 080    |

### Abfahrt
| Rang | Name            | Land       | Punkte |
| ---- | --------------- | ---------- | ------ |
| 1    | Xavier Gigandet | Schweiz    | 25     |
| 2    | Manuel Coppola  | Italien    | 15     |
| 3    | Philipp Schuler | Schweiz    | 12     |
| 4    | Franck Pons     | Frankreich | 11     |
| 5    | Herve Baud      | Frankreich | 10     |

| Rang | Name                | Land       | Punkte |
| ---- | ------------------- | ---------- | ------ |
| 1    | Barbara Sadleder    | Österreich | 83     |
| 2    | Tanja Steinebrunner | Schweiz    | 71     |
| 3    | Astrid Geisler      | Österreich | 54     |
| 4    | Cathy Chedal        | Frankreich | 32     |
| 4    | Ingrid Stöckl       | Österreich | 32     |

### Super-G
| Rang | Name           | Land           | Punkte |
| ---- | -------------- | -------------- | ------ |
| 1    | Walter Gugele  | Österreich     | 45     |
| 2    | Hans Enn       | Österreich     | 25     |
| 3    | Richard Kröll  | Österreich     | 20     |
| 4    | Tomaž Čižman   | Jugoslawien    | 15     |
| 5    | Josef Schick   | BR Deutschland | 12     |
| 5    | Armand Schiele | Frankreich     | 12     |
| 5    | Urs Kälin      | Schweiz        | 12     |

| Rang | Name               | Land           | Punkte |
| ---- | ------------------ | -------------- | ------ |
| 1    | Petra Bernet       | Schweiz        | 56     |
| 2    | Carola Spatschil   | BR Deutschland | 55     |
| 3    | Cathy Chedal       | Frankreich     | 33     |
| 4    | Kerrin Lee-Gartner | Kanada         | 25     |
| 4    | Miriam Vogt        | BR Deutschland | 25     |

### Riesenslalom
| Rang | Name              | Land           | Punkte |
| ---- | ----------------- | -------------- | ------ |
| 1    | Konrad Walk       | Österreich     | 168    |
| 2    | Tomaž Čižman      | Jugoslawien    | 104    |
| 3    | Roberto Spampatti | Italien        | 085    |
| 4    | Josef Schick      | BR Deutschland | 078    |
| 5    | Urs Kälin         | Schweiz        | 065    |

| Rang | Name           | Land               | Punkte |
| ---- | -------------- | ------------------ | ------ |
| 1    | Sandra Burn    | Schweiz            | 131    |
| 2    | Petra Bernet   | Schweiz            | 103    |
| 3    | Jolanda Kindle | Liechtenstein      | 058    |
| 4    | Anette Gersch  | BR Deutschland     | 050    |
| 5    | Kristi Terzian | Vereinigte Staaten | 049    |

### Slalom
| Rang | Name                | Land       | Punkte |
| ---- | ------------------- | ---------- | ------ |
| 1    | Christian Orlainsky | Österreich | 94     |
| 2    | Michael Tritscher   | Österreich | 77     |
| 3    | Patrick Staub       | Schweiz    | 63     |
| 4    | Alain Untergassmair | Italien    | 62     |
| 5    | Marco Tonazzi       | Italien    | 53     |

| Rang | Name             | Land       | Punkte |
| ---- | ---------------- | ---------- | ------ |
| 1    | Camilla Lundbäck | Schweden   | 138    |
| 2    | Elfi Eder        | Österreich | 064    |
| 3    | Inger Köhler     | Schweden   | 063    |
| 4    | Claudia Strobl   | Österreich | 055    |
| 4    | Pernilla Wiberg  | Schweden   | 055    |